# Vigra (île)
Vigra  est une île appartenant à la commune de Giske, du comté de Møre og Romsdal, dans la mer de Norvège. C'est une île de l'archipel de Nordøyane.

## Description
L'île de 20 km2 est juste au nord d'Ålesund et des îles de Valderøya et Giske, à l'ouest de Haram et au sud-ouest de l'île de Lepsøya. L'île est relié avec le continent via la Vigra Fixed Link (en), une série de tunnels et de ponts qui relient toutes les îles de la municipalité de Giske à la ville d'Ålesund au sud. L'île faisait autrefois partie de la municipalité de Vigra.
L'île est assez plate et aride, bien que la plupart des terres aient été converties à des fins agricoles. Le point culminant est le Molnesfjellet de 122 mètres de haut à l'extrémité nord de l'île. Le plus grand centre de population de l'île est le village de Roald (en) dans la partie nord de l'île. La de Vigra Church (en) est la seule église de l'île.
Vigra possède d'excellents sentiers de randonnée le long de la mer et sur les collines. Il existe un certain nombre de plages sur Vigra, notamment Blimsanden, Rørvikvågen, Blindheimsvika, Roald et Molnes. La pêche est une activité populaire sur l'île. 
L'aéroport d'Ålesund est situé sur l'île de Vigra.

## Galerie

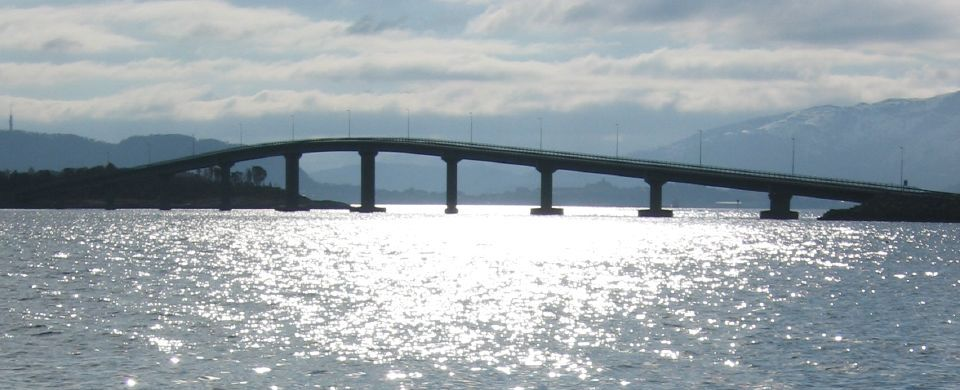
Un pont du Vigra Fixed Link
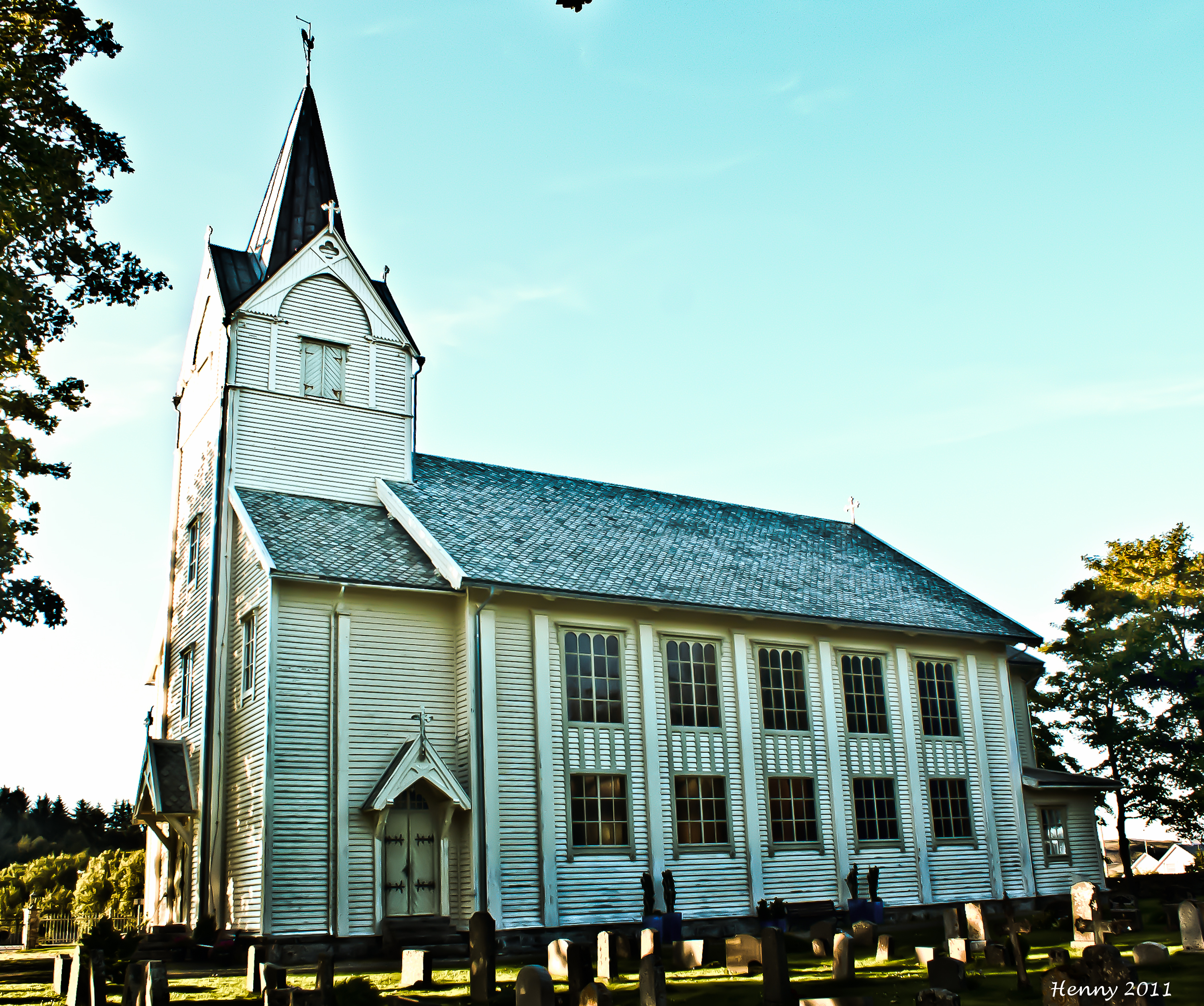
L'église de Vigra
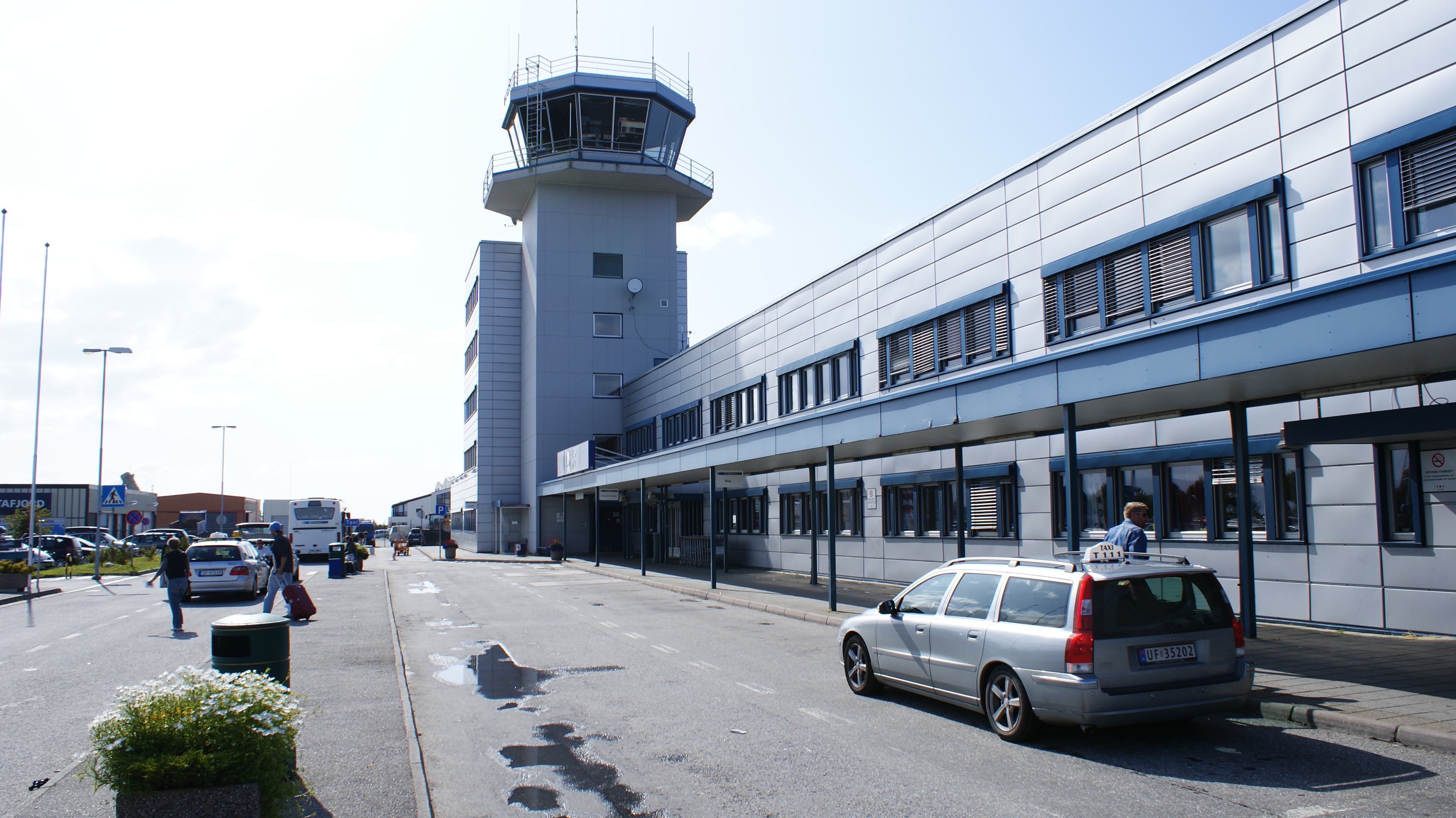
Aéroport d'Alesund-Vigra